# Abate Faria
L'abate Faria è un personaggio immaginario che compare nel romanzo d'appendice Il conte di Montecristo, capolavoro letterario scritto nel 1846 da Alexandre Dumas. La vicenda è ambientata tra il 1815 e il 1838 durante i regni di Napoleone I (la fine), Luigi XVIII, Carlo X e Luigi Filippo. L'abate era il segretario del conte Guido Spada, appartenente alla nobile casata di Terni e Roma. Lo scrittore francese si ispirò a José Custódio de Faria, vissuto tra il 1746 e il 1819, ecclesiastico, rivoluzionario e scienziato portoghese, vissuto e morto a Parigi.

## Descrizione

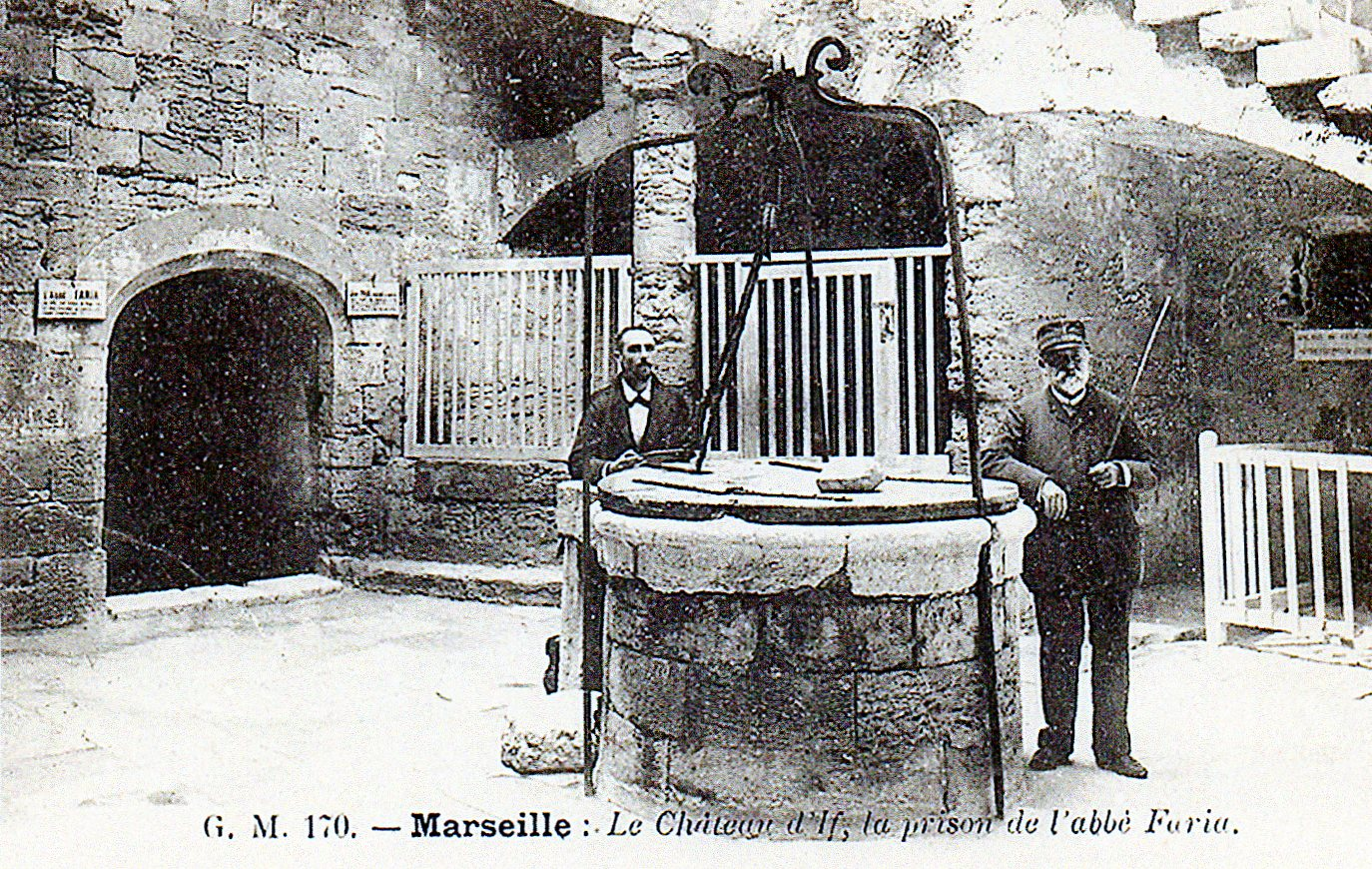
La corte interna antistante la presunta cella nel castello d'If

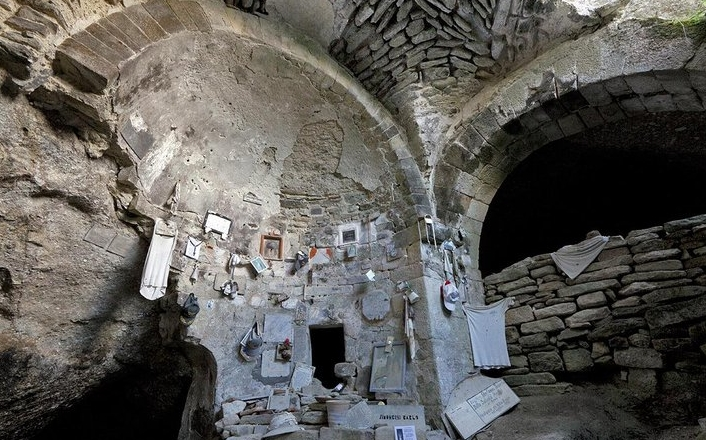
La grotta di San Mamiliano nell'isola di Montecristo

Faria era un prete di origine genovese, letterato, poliglotta e dedito alle scienze. I suoi avi discendevano da una nobile casata portoghese. Prestò servizio per vent'anni presso la famiglia Spada, in qualità di consigliere e precettore, risiedendo soprattutto nel palazzo di Terni. Durante il periodo bonapartista fu arrestato, nel 1808, dai gendarmi della principessa di Piombino Elisa, sorella dell'imperatore, mentre s'imbarcava al porto, con l'accusa di aver pubblicato uno scritto favorevole all'unità d'Italia.
L'anziano abate fu rinchiuso nel famigerato Castello d'If, su un'isoletta di fronte a Marsiglia, e divenne il prigioniero 27, ritenuto stravagante e un po' folle dal personale del carcere. Molto intraprendente, scrisse su fogli di pergamena le sue non poche conoscenze utilizzando rudimentali strumenti costruiti da solo, con i quali scavò una galleria che poteva fargli riconquistare la libertà.
Il vecchio rimase male quando, invece che all'aperto, sbucò nella segreta n. 34, dove era segregato il marsigliese Edmond Dantès. Fece amicizia con il giovane, lo istruì in varie discipline e lo aiutò a fare chiarezza sulle cause della sua prigionia (mettendo involontariamente in moto l'ingranaggio della vendetta nella mente del marinaio), rivelandogli poi di essere il depositario del segreto del tesoro degli Spada (il ramo della famiglia si era estinto), ammontante a due milioni di scudi romani dell'epoca, nell'isola di Montecristo, non lontana dall'Elba. Nel 1829 l'ottuagenario abate morì dopo un terzo attacco di epilessia, non prima, però, di aver rivelato a Dantès l'ubicazione del tesoro, mostrandogli un documento del 1498 sottoscritto dal cardinale Cesare Spada, vissuto ai tempi del papa Borgia. Il conte Guido aveva lasciato a Faria mille scudi, la biblioteca e il breviario, nel cui interno casualmente rinvenne il foglio in cui il porporato aveva con cura descritta la precisa collocazione del cofano colmo di monete d'oro e gioielli sotterrato in una grotta dell'isoletta facente parte del principato di Piombino; sarà grazie a questo tesoro che Dantès, divenuto il Conte di Montecristo, riuscirà a mettere in atto la sua vendetta contro coloro che lo avevano fatto incarcerare anni prima Inoltre anche da morto Faria si rivela utile per facilitare la fuga di Dantès dalla prigione; la notte della sua sepoltura in mare il giovane, sfruttando la galleria che collegava le loro celle, si scambia di posto con il cadavere dell'amico e così facendo riesce a fuggire dal Castello d'If.
Per creare il personaggio dell'abate Faria il Dumas trasse ispirazione da un altro religioso col suo stesso cognome, detenuto nel castello d'If: José Custódio. Questi effettuò esaustivi studi sull'ipnosi con una teoria, il fariismo appunto, che consisteva nel condizionare la dimensione psicologica dell'individuo con precisi e secchi ordini vocali cui era costretto a soggiacere. Nel 1797, dopo una permanenza alla Bastiglia, fu isolato nel carcere d'If per 17 anni. Qui, per eludere le conseguenze negative della lunga detenzione, proseguì e approfondì i suoi studi. Sarà libero nel 1815, quattro anni prima della morte.
Di un presunto tesoro di Montecristo, inoltre, si era sempre parlato ma non fu mai trovato. La storia era legata al monastero di San Mamiliano e all'omonima e vicina grotta: Alexandre Dumas, che aveva visitato personalmente l'isola, raccolse le leggende e le tradizioni orali degli abitanti.

## Citazioni letterarie
Nel suo noto romanzo di successo, Le avventure di Huckleberry Finn, Mark Twain cita, attraverso le lodi del co-protagonista Tom Sawyer, l'evasione dell'Abate Faria, che utilizzò un coltello costruito da sé per scavare una galleria nella segreta del Castello D'If.